# سيلون
سيلون (الاسم العلمي Silonia)، جنس أسماك نهرية من سلوريات الشكل وفصيلة أسماك الشلباية. أعطانها آسيا في شبه القارة الهندية.

## الأنواع
هناك نوعان معروفان في هذا الجنس:
- Silonia childreni (Sykes, 1839)
- Silonia silondia (فرانسيس بوشنان-هاميلتون, 1822) (Silond catfish)